# ジュピターアイランド
ジュピターアイランド (Jupiter Island) とはイギリスの競走馬、種牡馬である。第6回ジャパンカップ勝ち馬で、イギリス産馬として初めて同競走を制した。
※年齢は旧表記（数え年）とする。

## 経歴
6歳までは30戦9勝の成績で、重賞勝ちはセントサイモンステークスのみだったが、7歳時に重賞3勝を挙げ充実期を迎える。8歳時にはセントサイモンステークス2勝目を挙げ、ジャパンカップに単勝8番人気で出走。最後の直線で先に抜け出したアレミロードに競りかけ、叩き合いをクビ差制した。勝ちタイム2分25秒0は当時のレースレコード。また8歳馬による中央競馬のGI勝ちは本馬が初めてであった。
ジャパンカップで有終の美を飾る形で引退し、種牡馬となるが、特筆すべき産駒を出すことなく、1998年7月25日に死亡した。
なお、本馬の活躍を受けて近親の繁殖牝馬や幼駒が数多く日本に輸入されているが、活躍馬はとくにない。

### 競走成績
- 3歳時 - 2戦0勝
- 4歳時 - 10戦3勝 セントサイモンステークス (G3)
- 5歳時 - 9戦5勝
- 6歳時 - 9戦1勝
- 7歳時 - 8戦3勝 ハードウィックステークス (G2) 、コンセイユ・ド・パリ賞 (G2) 、ジョンポーターステークス (G3)
- 8歳時 - 3戦2勝 ジャパンカップ (G1) 、セントサイモンステークス (G3)

3着…ワシントンDCインターナショナル、サンフアンカピストラーノインビテーショナルハンデキャップ

## 血統表
| ジュピターアイランドの血統（ハイペリオン系 / Fair Trial5×5=6.25% | ジュピターアイランドの血統（ハイペリオン系 / Fair Trial5×5=6.25% | ジュピターアイランドの血統（ハイペリオン系 / Fair Trial5×5=6.25% | （血統表の出典）         | （血統表の出典） |
| 父 St.Paddy 1957 鹿毛                                            | 父の父Aureole 1950 栗毛                                          | Hyperion                                                         | Gainsborough             | Gainsborough     |
| 父 St.Paddy 1957 鹿毛                                            | 父の父Aureole 1950 栗毛                                          | Hyperion                                                         | Selene                   |                  |
| 父 St.Paddy 1957 鹿毛                                            | 父の父Aureole 1950 栗毛                                          | Angelola                                                         | Donatello                | Donatello        |
| 父 St.Paddy 1957 鹿毛                                            | 父の父Aureole 1950 栗毛                                          | Angelola                                                         | Feora                    |                  |
| 父 St.Paddy 1957 鹿毛                                            | 父の母Edie Kelly 1950 黒鹿毛                                     | Bois Roussel                                                     | Vatout                   | Vatout           |
| 父 St.Paddy 1957 鹿毛                                            | 父の母Edie Kelly 1950 黒鹿毛                                     | Bois Roussel                                                     | Plucky Liege             |                  |
| 父 St.Paddy 1957 鹿毛                                            | 父の母Edie Kelly 1950 黒鹿毛                                     | Caerlissa                                                        | Caerleon                 | Caerleon         |
| 父 St.Paddy 1957 鹿毛                                            | 父の母Edie Kelly 1950 黒鹿毛                                     | Caerlissa                                                        | Sister Sarah             |                  |
| 母 Mrs.Moss 1969 栗毛                                            | 母の父Reform 1964 鹿毛                                           | Pall Mall                                                        | Palestine                | Palestine        |
| 母 Mrs.Moss 1969 栗毛                                            | 母の父Reform 1964 鹿毛                                           | Pall Mall                                                        | Malapert                 |                  |
| 母 Mrs.Moss 1969 栗毛                                            | 母の父Reform 1964 鹿毛                                           | Country House                                                    | Vieux Manoir             | Vieux Manoir     |
| 母 Mrs.Moss 1969 栗毛                                            | 母の父Reform 1964 鹿毛                                           | Country House                                                    | Miss Coventry            |                  |
| 母 Mrs.Moss 1969 栗毛                                            | 母の母Golden Plate 1964 栗毛                                     | Whistler                                                         | Panorama                 | Panorama         |
| 母 Mrs.Moss 1969 栗毛                                            | 母の母Golden Plate 1964 栗毛                                     | Whistler                                                         | Farthing Damages         |                  |
| 母 Mrs.Moss 1969 栗毛                                            | 母の母Golden Plate 1964 栗毛                                     | Good as Gold                                                     | *ニンバス                | *ニンバス        |
| 母 Mrs.Moss 1969 栗毛                                            | 母の母Golden Plate 1964 栗毛                                     | Good as Gold                                                     | Gamble in Gold F-No.14-b |                  |

- 半姉Pushyはクイーンメアリーステークス勝ち馬。
- 半妹Pedestalの孫にニュージーランドのG1を2勝したTavistock（父モンジュー）がいる。
- 4代母Gamble In Goldの子孫にグランドロッジがいる。